# Jakob Püterich von Reichertshausen

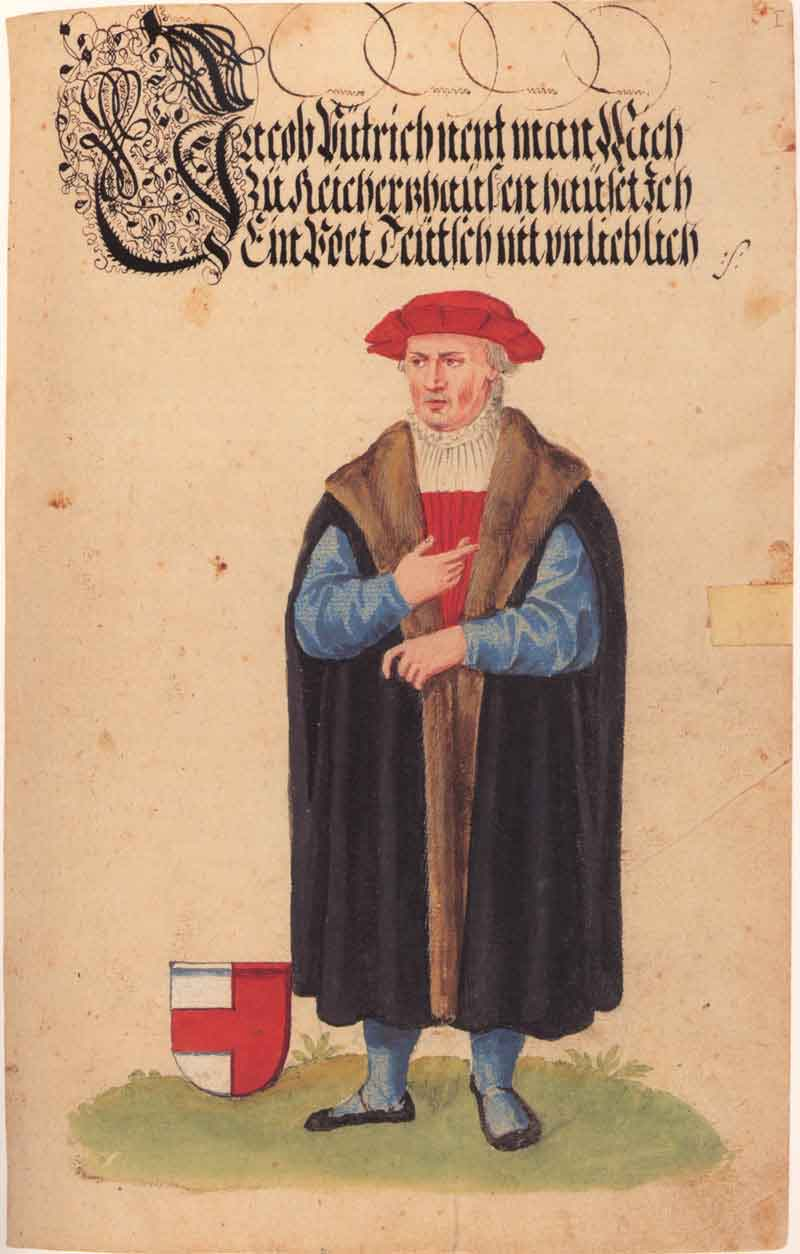
Autorenbild im Cgm 9220

Jakob Püterich von Reichertshausen (andere Schreibweisen des Nachnamens: Pueterich, Pütrich; * 1400; † 21. Februar 1469) war ein deutscher Dichter, Büchersammler und herzoglich-bayerischer Rat und Amtsträger.
Jakob III. Püterich, Sohn von Jakob II., entstammte dem  Münchner Patriziergeschlecht der Pütrichs, das bereits im 14. Jahrhundert in den Landadel erhoben worden war (Sitz in Reichertshausen) Er war in verschiedenen Funktionen für die Herzöge von Bayern-München tätig und zählte zu den vertrautesten Räten Herzog Albrechts III., dem er auch als versierter Diplomat diente.
Seine Bedeutung für die deutsche Literaturgeschichte liegt in seinem einzigen erhaltenen literarischen Werk, dem 1462 in Titurel-Strophen gereimten Ehrenbrief an die literarisch interessierte Mechthild von der Pfalz. Er huldigt der Adressatin, teilt ihr ein Verzeichnis des bayerischen Turnieradels mit und berichtet ausführlich über seine eigene große Bibliothek von 164 Bänden und über die Bücher Mechthilds.
Da Jakob Püterich die Werke moderner Autoren geringschätzte und stattdessen die mittelhochdeutsche Klassik rühmte und sogar eine Art Pilgerfahrt zum Grab des von ihm verehrten Wolfram von Eschenbach nach Wolframs-Eschenbach unternahm, ordnet man ihn traditionell einem als Ritterrenaissance (auch: Ritterromantik) bezeichneten literarischen Phänomen der zweiten Hälfte des 15. Jahrhunderts zu. Während man dabei früher den nostalgischen, rückwärtsgewandten und letztendlich erfolglosen Versuch einer Wiederbelebung des mittelalterlichen Rittertums im Auge hatte, sieht man nun stärker die modernen Aspekte, die wie bei frühhumanistischen Positionen der Zeit die erkenntnisfördernde Rolle des diskursiven Austausches und die Reflexion der historischen und poetischen Distanz thematisieren und propagieren. Die Stellung Püterichs in diesem Rahmen ist noch zu präzisieren.
Als einzige Überlieferung des Ehrenbriefs galt eine 1997 für die Bayerische Staatsbibliothek erworbene Handschrift aus der Zeit um 1600 (Cgm 9220), bis Klaus Graf 2015 die mutmaßliche Vorlage dieses Manuskripts in der sogenannten Trenbach-Chronik (1590) des Niederösterreichischen Landesarchivs auffand.

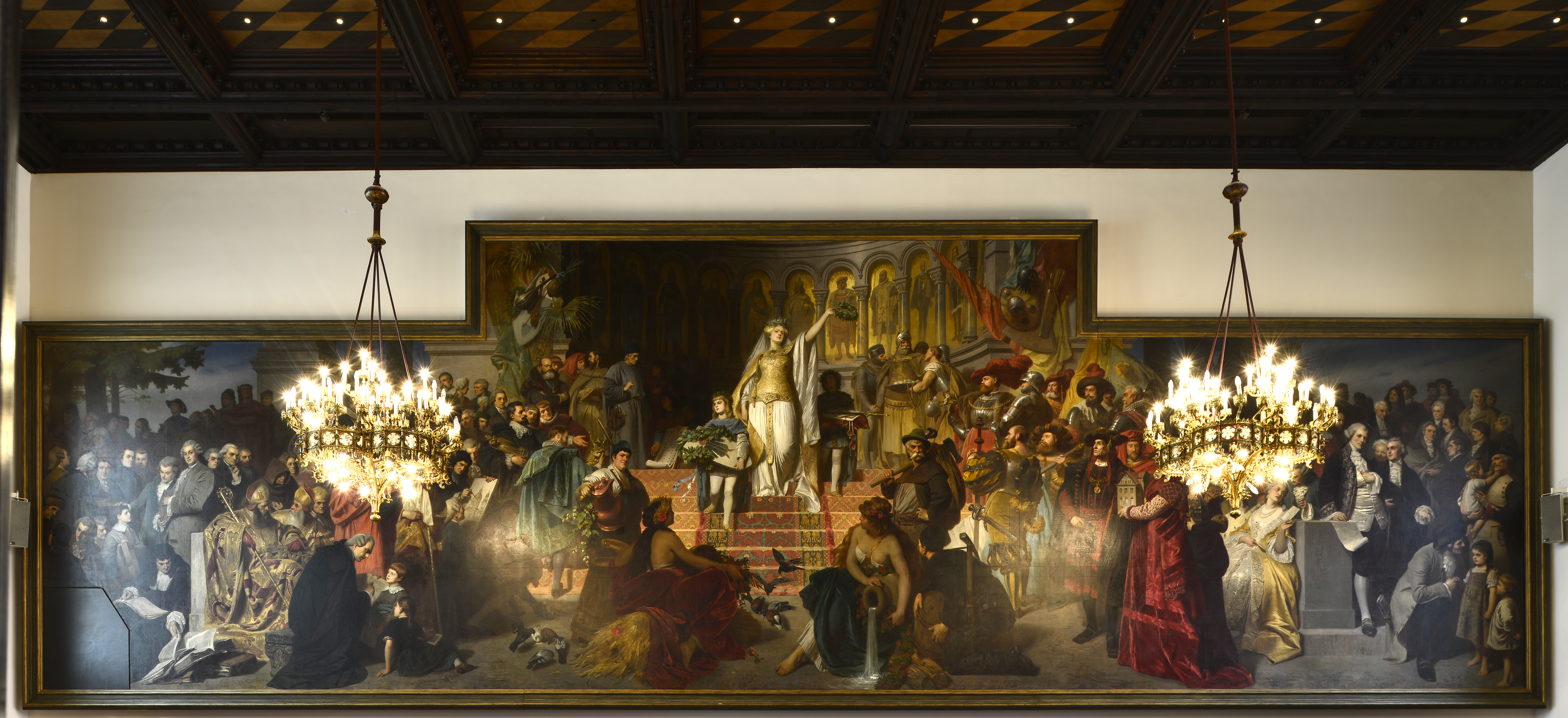
Carl Theodor von Piloty: Monachia – Die Geschichte Münchens; Püterichs Kopf ist ganz links oben neben dem Kronleuchter im schattigen Hintergrund oberhalb der Laute des Minnesängers Hans Hesseloher zu sehen.

Geehrt wird er auch durch seine Darstellung als eine von 128 Personen auf dem zwischen 1873 und 1879 entstandenen Monumentalgemälde Monachia – Die Geschichte Münchens von Carl Theodor von Piloty (1826–1886).